# 鈍頭鸚嘴魚
鈍頭鸚嘴魚，又名紅紫鸚哥魚，俗名紅鸚哥、紅衣、青衫（雄）、紅海蜇（雌）、紅黑落（雌），為輻鰭魚綱鱸形目隆頭魚亞目鸚哥魚科的其中一種。

## 分布
本魚分布於印度太平洋區，包括東非、南非、馬爾地夫、斯里蘭卡、泰國、日本、台灣、菲律賓、馬來西亞、印尼、新幾內亞、澳洲、新喀里多尼亞、馬紹爾群島、马里亚纳群岛、密克羅尼西亞、帛琉、諾魯、斐濟群島、萬那杜、東加、吐瓦魯、吉里巴斯、夏威夷群島、加拉巴哥群島、美國加利福尼亞州、墨西哥、厄瓜多等海域。

## 深度
水深1至36公尺。

## 特徵
本魚體延長而略側扁。齒板之外表面平滑，上齒板幾被上唇所覆蓋；齒板具0至3犬齒；每一上咽骨具1列臼齒狀之咽頭齒。開始型雌魚，體棕紅色，各鱗片具1至2個暗色短斑紋，形成約有5條左右的暗線紋。腹部、頭部和各鰭條均較淡色。具截形稍凹形尾。終端型雄魚，體藍綠色，軀幹部分之鱗片中央為棕紅色，且隨體長加長越偏紅色調，另外前額突出。眼四周有數條藍綠色輻射短斑。尾鰭呈新月形，上下葉十分延長。背鰭硬棘9枚、背鰭軟條10枚、臀鰭硬棘3枚、臀鰭軟條9枚。體長可達70公分，壽命可達20年。

## 生態
本魚偏愛生存於岩礁底質，尤其是圓石斜坡。常在較陡峭的礁岸可發現它們成群的洄游。

## 經濟利用
食用魚，可作魚鬆，利用紅燒或鹽燒味道不錯。以藻類及底棲生物為食物。